# Parrella maxillaris
Parrella maxillaris är en fiskart som beskrevs av Isaac Ginsburg, 1938. Parrella maxillaris ingår i släktet Parrella och familjen smörbultsfiskar. IUCN kategoriserar arten globalt som livskraftig. Inga underarter finns listade i Catalogue of Life.